# Sverigekistan
Den så kallade Sverigekistan (tyska Schwedenkiste) består av dokument organiserade i 20 volymer, där skrifter av hertig Ernst II av Sachsen-Gotha-Altenburg, Johann Christoph Bode och andra viktiga frimurare och illuminater bevarats. Namnet kommer från det faktum att materialet befann sig i en kista hos Svenska Frimurare Orden i Stockholm under drygt 70 år tills den år 1883 sändes tillbaka till Gotha.

## Historia
Efter att Adam Weishaupt flydde Bayern (till hertigens Sachsen-Gotha) år 1785 tog Bode över som högste ledare för illuminatiorden. När Bode sedan dog 1793 återfanns i dödsboet en betydande samling dokument, protokoll och rapporter från tiden mellan 1776 och 1787. För den prosopografiska forskningen är den tionde volymen av särskilt intresse. Den innehåller medlemslistor, namn, ordensnamn över senare hälften av 1700-talet. Bland annat listas Johann Wolfgang von Goethe som illuminat. Dokumenten från Bodes dödsbo hamnade hos hertig Ernst II som ansåg materialet vara så känsligt att han testamenterade det till Svenska Frimurare Orden i Stockholm där det skulle vaktas och skyddas från publicering under överinseende av kungafamiljen. Efter hertigens död 1804 skickades så kistan till Stockholm och 1883 vände den åter till Gotha.
Materialet beslagtogs sedan av Gestapo 1934 och flyttades från Gotha till Berlin. 1945 fick ryssarna tag på Sverigekistan och förde den till Moskva. Nitton av de tjugo banden fördes sedan till DDR:s centralarkiv i Merseburg 1957, men volym tio, som innehåller medlemslistorna, stannade i Moskva. Materialet blev fritt tillgängligt för forskning 1991. Det återfinns idag på Geheimes Staatsarchiv Preußischer Kulturbesitz (statsarkivet för preussiskt kulturarv) i Berlin-Dahlem.